# P2 Advisory Canberra International 2023 - Doppio maschile
Nel 2022 e nel 2021 il torneo non è stato disputato. Nel 2020 avevano trionfato Max Purcell e Luke Saville.
In finale André Göransson e Ben McLachlan hanno sconfitto Andrew Harris e John-Patrick Smith con il punteggio di 6–3, 5–7, [10–5].

## Teste di serie
1. André Göransson /  Ben McLachlan (campioni)
2. Andrew Harris /  John-Patrick Smith (finale)

1. Alex Lawson /  Artem Sitak (primo turno)
2. Tristan Schoolkate /  Dane Sweeny (semifinale)

## Wildcard
1. Jeremy Beale /  James Frawley (primo turno)

## Tabellone

### Legenda
| - Q = Qualificato - WC = Wild card - LL = Lucky loser | - ALT = Alternate - SE = Special Exempt - PR = Protected Ranking | - w/o = Walkover - r = Ritirato - d = Squalificato |

|  | Primo turno | Primo turno             | Primo turno             | Primo turno         | Primo turno |  |  | Quarti di finale | Quarti di finale        | Quarti di finale        | Quarti di finale        | Quarti di finale  |    |      | Semifinali | Semifinali                    | Semifinali              | Semifinali                       | Semifinali |   |     | Finale | Finale | Finale | Finale | Finale |  |
|  |             |                         |                         |                     |             |  |  |                  |                         |                         |                         |                   |    |      |            |                               |                         |                                  |            |   |     |        |        |        |        |        |  |
|  | 1           | A Göransson B McLachlan | A Göransson B McLachlan | 6                   | 6           |  |  |                  |                         |                         |                         |                   |    |      |            |                               |                         |                                  |            |   |     |        |        |        |        |        |  |
|  | PR          | B Klahn M Krueger       | B Klahn M Krueger       | 4                   | 2           |  |  | 1                | A Göransson B McLachlan | A Göransson B McLachlan | A Göransson B McLachlan | w/o               |    |      |            |                               |                         |                                  |            |   |     |        |        |        |        |        |  |
|  |             | M Arnaldi F Passaro     | 7                       | 4                   | [10]        |  |  |                  | M Arnaldi F Passaro     | M Arnaldi F Passaro     | M Arnaldi F Passaro     |                   |    |      |            |                               |                         |                                  |            |   |     |        |        |        |        |        |  |
|  | WC          | J Beale J Frawley       | 63                      | 6                   | [7]         |  |  |                  |                         |                         |                         |                   |    |      | 1          | A Göransson B McLachlan       | A Göransson B McLachlan | 7                                | 6          |   |     |        |        |        |        |        |  |
|  | 3           | A Lawson A Sitak        | A Lawson A Sitak        | 63                  | 3           |  |  |                  |                         |                         | G Brouwer L Riedi       | G Brouwer L Riedi | 64 | 4    |            |                               |                         |                                  |            |   |     |        |        |        |        |        |  |
|  |             | H Gaston L Van Assche   | H Gaston L Van Assche   | 7                   | 6           |  |  |                  | H Gaston L Van Assche   | H Gaston L Van Assche   | 4                       | 5                 |    |      |            |                               |                         |                                  |            |   |     |        |        |        |        |        |  |
|  |             | A Bellier A Müller      | A Bellier A Müller      | 1                   | 0           |  |  |                  | G Brouwer L Riedi       | G Brouwer L Riedi       | 6                       | 7                 |    |      |            |                               |                         |                                  |            |   |     |        |        |        |        |        |  |
|  |             | G Brouwer L Riedi       | G Brouwer L Riedi       | 6                   | 6           |  |  |                  |                         |                         |                         |                   |    |      | 1          | André Göransson Ben McLachlan | 6                       | 5                                | [10]       |   |     |        |        |        |        |        |  |
|  |             | E Furness P Kotov       | E Furness P Kotov       | 3                   | 4           |  |  |                  |                         |                         |                         |                   |    |      |            |                               | 2                       | Andrew Harris John-Patrick Smith | 3          | 7 | [5] |        |        |        |        |        |  |
|  | Alt         | O Krutykh A Pellegrino  | O Krutykh A Pellegrino  | 6                   | 6           |  |  | Alt              | O Krutykh A Pellegrino  | O Krutykh A Pellegrino  | 3                       | 4                 |    |      |            |                               |                         |                                  |            |   |     |        |        |        |        |        |  |
|  |             | F Delbonis N Jarry      | 4                       | 6                   | [3]         |  |  | 4                | T Schoolkate D Sweeny   | T Schoolkate D Sweeny   | 6                       | 6                 |    |      |            |                               |                         |                                  |            |   |     |        |        |        |        |        |  |
|  | 4           | T Schoolkate D Sweeny   | 6                       | 2                   | [10]        |  |  |                  |                         |                         |                         |                   |    |      | 4          | T Schoolkate D Sweeny         | 4                       | 6                                | [11]       |   |     |        |        |        |        |        |  |
|  | PR          | A Bolt L Saville        | A Bolt L Saville        | A Bolt L Saville    | w/o         |  |  |                  |                         | 2                       | A Harris J-P Smith      | 6                 | 4  | [13] |            |                               |                         |                                  |            |   |     |        |        |        |        |        |  |
|  |             | L Broady E Couacaud     | L Broady E Couacaud     | L Broady E Couacaud |             |  |  | PR               | A Bolt L Saville        | A Bolt L Saville        | 4                       | 4                 |    |      |            |                               |                         |                                  |            |   |     |        |        |        |        |        |  |
|  |             | G Elias E Gómez         | G Elias E Gómez         | 2                   | 2           |  |  | 2                | A Harris J-P Smith      | A Harris J-P Smith      | 6                       | 6                 |    |      |            |                               |                         |                                  |            |   |     |        |        |        |        |        |  |
|  | 2           | A Harris J-P Smith      | A Harris J-P Smith      | 6                   | 6           |  |  |                  |                         |                         |                         |                   |    |      |            |                               |                         |                                  |            |   |     |        |        |        |        |        |  |